# Испанска фаланга
 Тази статия е за испанската политическа партия.  За ливанската партия, известна и като Ливанска фаланга вижте Катаеб.  
Испанската фаланга (на испански: Falange Española), или само Фаланга, е дясна, фашистка политическа партия в Испания.
Основана е през 1933 г. от Хосе Антонио Примо де Ривера, а по времето на режима на Франсиско Франко (1939-1975 г.) е единствената законна партия. След 1975 г. съществуват няколко политически движения, претендиращи, че са наследници на Фалангата.
Идеологията на Испанската фаланга (фалангизъм) е основана на италианския фашизъм.

## История
Партията е основана на 29 октомври 1933 г. в Комедийния театър в Мадрид от Хосе Антонио Примо де Ривера, а през 1934 г. се слива със Синдикатите на националната синдикалистическа офанзива на Рамиро Ледесма. Участието на партията в изборите е неуспешно и тя се стреми да се позиционира като „антипартия“ на уличната борба и се включва активно в политическото насилие, което тогава е широко разпространено в страната.
Испанската фаланга е една от политическите сили, които подкрепят изявата на военните на 17 – 18 юли 1936 г. Тъй като фалангистите, подобно на карлистите, имат свои собствени въоръжени части, те започват да придобиват все по-голямо влияние и все по-голяма популярност в „националната зона“ на Испания. След екзекуцията на Х. А. Примо де Ривера, Мануел Едила е избран за лидер на фалангата, който обаче води ненужно независима линия. Франсиско Франко отстранява Едила от ръководството и на 19 април 1937 г. със свой указ обединява Фалангата с „общността на традиционалистите“ (карлистите) в единна испанска фаланга на традиционалистите и Национални синдикалистически офанзивни комитети, към които след това се присъединяват други десни сили. Впоследствие става ясно, че обединяването на всички легални политически сили в тази организация я прави по-слаба. През 40-те години в ръководството на Испания рязко се открояват старите фалангисти, близки по възгледи до фашистите, църковното католическо лоби и военните, предимно монархисти. В същото време в държавата са извършени редица реформи, които са част от програмата на Хосе Антонио.
След началото на демократичния процес в Испания и въвеждането на многопартийна система, Националното движение, поради липсата на ясна идеология и желанието на основната част от населението за промяна, се оказва в неравностойно положение. Още през 1977 г. съдилищата разглеждат дела относно законността на използването на името „Фаланга“ от три групи. Смята се, че основата на Националното движение е използвана от неговите бивши членове, предимно М. Фрага, за създаването на партията Народен алианс, по-късно Народна партия на Испания.

## Идеология
Идеологията на фалангата (национален синдикализъм) е исторически близка до някои аспекти на италианския фашизъм и е формулирана в „Отправните точки“ на Хосе Антонио Примо де Ривера. Това също предполага възстановяване на Испания като велика сила, установяване на културни и политически връзки с испаноезичните страни, последвано от възстановяване на Испанската империя.
Социално-икономическата политика на режима на Франко (интегрален национализъм) се основава на четири основни елемента: контролирана икономика, автаркия, корпоратизъм и социална „хармонизация“ (класово сътрудничество).